# Solanaceae
Las solanáceas (Solanaceae Juss.) son una familia de plantas herbáceas con las hojas alternas, simples y sin estípulas pertenecientes al orden Solanales, de las dicotiledóneas. Comprende aproximadamente 98 géneros y unas 2700 especies, con una gran diversidad de hábito, morfología y ecología. La familia es cosmopolita, distribuyéndose por todo el globo con la excepción de la Antártida. La mayor diversidad de especies se halla en América del Sur y América Central. En esta familia se incluyen especies alimenticias tan importantes como la papa o patata (Solanum tuberosum), el tomate (Solanum lycopersicum), la berenjena (Solanum melongena) y los chiles, ajíes o pimientos (Capsicum). Muchas plantas ornamentales muy populares pertenecen a las solanáceas, como Petunia, Schizanthus, Salpiglossis, Mandragora y Datura. Ciertas especies son mundialmente conocidas por sus usos medicinales, sus efectos psicotrópicos o por ser ponzoñosas. Finalmente, pero no por ello menos importante, las solanáceas incluyen muchos organismos modelos para investigar cuestiones biológicas fundamentales a nivel celular, molecular y genético, tales como el tabaco y la petunia.

## Descripción

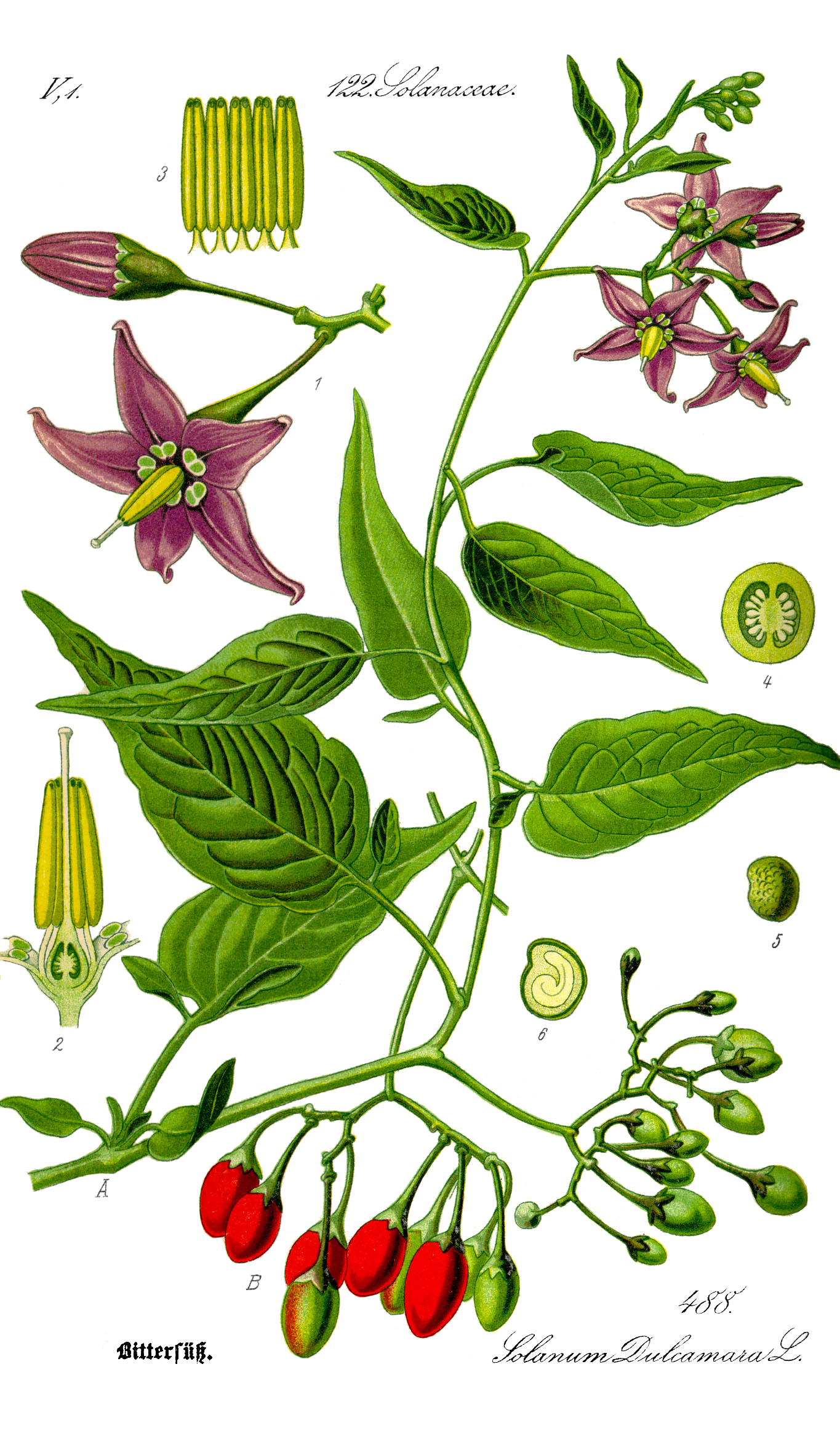
Ilustración de Solanum dulcamara, 1.- Flor, 2.- Flor en corte longitudinal, sin los pétalos; 3.- Androceo; 4.- Ovario, en corte transversal; 5.- Semilla en vista superficial; 6.- Semilla en corte transversal, se observa el embrión curvo rodeado del endosperma; A.- Rama con hojas y flores; B.- Pedúnculo con frutos inmaduros y maduros.

Las solanáceas son plantas herbáceas, subarbustos, arbustos, árboles o lianas. Pueden ser anuales, bienales o perennes, erguidas o decumbentes. Pueden estar provistas de tubérculos subterráneos. No presentan laticíferos, ni látex, ni jugos coloreados.[cita requerida]
Pueden presentar una agregación basal o terminal de hojas o pueden no tener ninguno de ambos tipos. Las hojas son generalmente alternas o alternadas a opuestas (o sea, alternas en la base de la planta y opuestas hacia la inflorescencia). La consistencia de las hojas puede ser herbácea, coriácea, o pueden estar transformadas en espinas. En general las hojas son pecioladas o subsésiles, raramente sésiles. Frecuentemente son inodoras pero, en ocasiones, son aromáticas o fétidas. La lámina foliar puede ser simple o compuesta, en este último caso, pueden ser ternadas o pinnatífidas. La nerviación de las hojas es reticulada y no presentan un meristema basal. Con respecto a la anatomía foliar, las láminas son en general dorsiventrales, sin cavidades secretoras. Los estomas se hallan en general confinados a una de las caras de las hojas, raramente se los halla en ambas caras. 
Las flores son en general hermafroditas, si bien hay especies monoicas, andromonoicas o dioicas (como por ejemplo, algunos Solanum o Symonanthus). La polinización es entomófila. Las flores pueden ser solitarias o estar agregadas en inflorescencias cimosas, terminales o axilares. Las flores son de tamaño intermedio, fragantes (como en Nicotiana), fétidas (Anthocercis) o inodoras. Las flores son actinomorfas, levemente cigomorfas o marcadamente cigomorfas (como por ejemplo, las flores con corola bilabiada en Schizanthus). Las irregularidades en la simetría pueden deberse al androceo, al perianto o a ambos a la vez. Las flores en la gran mayoría de los casos presentan un perianto diferenciado en cáliz y corola (con 5 sépalos y 5 pétalos, respectivamente), un androceo con 5 estambres y dos carpelos unidos formando un gineceo con ovario súpero (se dice, entonces, que son pentámeras y tetracíclicas). Usualmente presentan un disco hipógino. El cáliz es gamosépalo (ya que los sépalos están unidos entre sí formando un tubo), con los 5 (a veces 4 o 6) segmentos iguales entre sí, es pentalobulado, con los lóbulos más cortos que el tubo, es persistente y puede muy a menudo ser acrescente. La corola usualmente presenta 5 pétalos que también se hallan unidos entre sí formando un tubo. La corola puede ser campanulada, rotada, infundibuliforme o tubular. 
El androceo presenta 5 estambres (raramente 2, 4 o 6), libres entre sí, opositisépalos (es decir, alternan con los pétalos), son usualmente fértiles o, en algunos casos (ejemplo, en Salpiglossideae) con estaminoideos. En este último caso, pueden presentar un solo estaminoideo (Salpiglossis) o 3 (Schizanthus). Las anteras pueden ser conniventes, tocándose en su extremo superior formando un anillo, o totalmente libres, dorsifijas o basifijas, bitecas, con dehiscencia poricida o a través de pequeñas fisuras longitudinales. Debido a sus anteras poricidas, requieren polinización por zumbido. El filamento de los estambres puede ser filiforme o aplanado. Los estambres pueden estar insertos dentro del tubo corolino o exertos. La microsporogénesis es simultánea, la tétrada de microsporas es tetrahédrica o isobilateral. Los granos de polen son bicelulares al momento de la dehiscencia, usualmente aperturados y colpados. 
El gineceo es bi-carpelar (raramente 3- o 5-locular), de ovario súpero y presenta dos lóculos. Los lóculos pueden estar secundariamente divididos por falsos septos, como en el caso de Nicandreae y Datureae. El gineceo está situado en posición oblicua respecto al plano mediano de la flor. Presentan un único estilo y un solo estigma, este último simple o bilobado. Cada lóculo lleva de 1 a 50 óvulos anátropos o hemianátropos de placentación axilar. El desarrollo del saco embrionario puede ser del tipo Polygonum o del tipo Allium. Los núcleos polares del saco embrionario se fusionan con antelación a la fertilización. Presentan 3 antípodas, usualmente efímeras, o persistentes como en el caso de Atropa. El fruto en las solanáceas puede ser una baya (como en el caso de Solanum), una drupa, o una cápsula. Las cápsulas son normalmente septicidas o, raramente, loculicidas o valvares. Las semillas son usualmente endospermadas, oleosas (raramente almidonosas), sin pelos conspicuos. El embrión, que puede ser recto a curvo, presenta dos cotiledones. Los números cromosómicos básicos van desde x=7 a x=12. Muchas especies son poliploides.

### La diversidad de algunos caracteres de las solanáceas
A pesar de la descripción previa, las solanáceas exhiben una gran variabilidad morfológica, aun en los caracteres reproductivos. Ejemplos de la acentuada diversidad de la familia son:
- El número de carpelos que forman el gineceo

En general todas las solanáceas presentan un gineceo formado por dos carpelos. No obstante, hay géneros con gineceo monocarpelar (Melananthus ), o con 3 a 4 carpelos como Capsicum, o con 3 a 5 carpelos, como el caso de Nicandra, algunas especies de Jaborosa y de Trianaea. Finalmente, existe al menos un caso registrado de una especie (Iochroma umbellatum) que posee gineceos con 4 carpelos.
- El número de lóculos en el ovario

Usualmente el número de lóculos en el ovario es igual que el número de carpelos. No obstante, hay especies en que tales números no son idénticos debido a la existencia de falsos septos (paredes internas que subdividen cada lóculo), como por ejemplo Datura y algunos miembros de la tribu Lycieae (los géneros Grabowskia y Vassobia).
- Tipos de óvulos y su número

En las solanáceas los óvulos son, en general, anátropos. Sin embargo, hay géneros con óvulos anacampilótropos (ejemplo en Phrodus, Grabowskia o Vassobia), hemítropos (Cestrum) o hemicampilótropos (Capsicum, Schizanthus y Lycium). Con respecto al número de óvulos por lóculo, en general estos son varios, algunas veces son pocos (dos pares en cada lóculo en Grabowskia, un par en cada lóculo en Lycium) y, excepcionalmente, se encuentra un solo óvulo en cada lóculo, como por ejemplo, en Melananthus.
- El tipo de fruto

Los frutos en las solanáceas son en su gran mayoría bayas o cápsulas (incluyendo pixidios) y, con menor frecuencia, drupas.
Las bayas son típicas en las subfamilias Cestroideae, Solanoideae (con la excepción de Datura, Oryctus, Grabowskia y la tribu Hyoscyameae) y la tribu Juanulloideae (con la excepción de Markea). 
Las cápsulas son características de las subfamilias Cestroideae (con la excepción de Cestrum) y Schizanthoideae, las tribus Salpiglossoideae, Anthocercidoideae y el género Datura. La tribu Hyoscyameae presenta pixidios. 
Las drupas son típicas en la tribu Lycieae y en Iochrominae.

### Alcaloides
Los alcaloides son bases nitrogenadas, producidas por las plantas como metabolitos secundarios, que presentan una acción fisiológica intensa sobre los animales aun a bajas dosis. 
Entre los alcaloides más famosos se encuentran los presentes en las solanáceas, denominados tropanos. Las plantas que contienen estas sustancias han sido utilizadas durante siglos como venenos. No obstante, pese a su reconocido efecto ponzoñoso, muchas de estas sustancias presentan valiosas propiedades farmacéuticas. Las solanáceas se caracterizan por contar con muchas especies que contienen diversos tipos de alcaloides más o menos activos o venenosos, tales como la escopolamina, la atropina, la hiosciamina y la nicotina. Estos se encuentran en plantas como el beleño (Hyoscyamus albus), la belladona (Atropa belladonna), el chamico o estramonio (Datura stramonium), la mandrágora (Mandragora autumnalis), el tabaco y otras. Algunos de los principales tipos de alcaloides de las solanáceas son:

Estructura química de la solanina.

- Solanina: glucoalcaloide tóxico de sabor amargo que responde a la fórmula elemental C45H73NO15. Está formado por un alcaloide, la solanidina, y por una cadena lateral de un carbohidrato. Se encuentra de modo natural en hojas, frutos y tubérculos de varias solanáceas, como por ejemplo la patata y el tomate. Se considera que su producción es una estrategia adaptativa de las plantas como mecanismo de defensa contra la herbivoría. La intoxicación por solanina se caracteriza por alteraciones gastrointestinales (diarrea, vómito, dolor abdominal) y neurológicas: (alucinaciones y dolor de cabeza). La dosis tóxica es de 2 a 5 mg por kilogramo de peso corporal. Los síntomas se manifiestan de 8 a 12 horas después de la ingesta. El contenido de estos glicoalcaloides en la papa, por ejemplo, varía significativamente dependiendo de las condiciones ambientales durante el cultivo, de la longitud del período de almacenamiento y de la variedad considerada. El contenido de glicoalcaloides, en promedio, es de 0,075 mg por gramo de papa.[5]

Estructura de los tropanos.

- Tropanos. Son compuestos orgánicos nitrogenados bicíclicos (nomenclatura IUPAC: 8-Metil-8-azabiciclo[3.2.1]octano), de fórmula química elemental C8H15N. Este tipo de alcaloides incluyen, entre otros, a la atropina y a la cocaína. Estos alcaloides se hallan en varias especies de solanáceas, como por ejemplo la mandrágora (Mandragora autumnalis), el beleño negro o hierba loca (Hyoscyamus niger), la belladona (Atropa belladonna) y el estramonio (Datura stramonium). La atropina es la forma racémica de la hiosciamina, proviene de la belladona y se utiliza para dilatar la pupila del ojo durante los exámenes oftalmológicos. De hecho, el jugo de las bayas de Atropa belladonna fue utilizado por las cortesanas italianas durante el Renacimiento para exagerar el tamaño de sus ojos mediante la dilatación de sus pupilas. La atropina es también un estimulante del sistema nervioso central y se la utiliza como un tratamiento para el envenenamiento con gas nervioso o insecticidas organofosforados. La escopolamina (proveniente de Hyoscyamus muticus y Scopolia atropioides), es otro tropano que se utiliza en pequeñas dosis para el tratamiento de náuseas.[6][7] La escopolamina y la hiosciamina son los alcaloides tropánicos más ampliamente utilizados en farmacología y medicina debido a sus efectos sobre el sistema nervioso parasimpático. Estos alcaloides no pueden ser substituidos por ninguna otra clase de compuestos por lo que su demanda continúa. Esta es una de las razones para el desarrollo de un fértil campo de investigación en el metabolismo de los alcaloides, las enzimas involucradas y los genes que las producen. La hiosciamina 6-β hidroxilasa, por ejemplo, es la enzima que cataliza la hidroxilación de la hiosciamina que lleva a la producción de scopolamina al final de la ruta biosintética de los tropanos. Esta enzima ha sido aislada y el gen correspondiente ha sido clonado a partir de tres especies: Hyoscyamus niger, Atropa belladonna y  Brugmansia candida.[8][9][10]

Estructura química de la nicotina.

- Nicotina. La nicotina (nomenclatura IUPAC (S)-3-(1-metilpirrolidin-2-il) piridina) es un alcaloide que se produce en altas cantidades en la planta de tabaco (Nicotiana tabacum), pero también se halla —en menor concentración— en otras especies de solanáceas como la papa, el tomate, la berenjena y el pimiento. Su función en las plantas es actuar como defensa ante los herbívoros, siendo una excelente neurotoxina, en particular contra los insectos. De hecho, la nicotina se ha utilizado por muchos años como insecticida, siendo su uso desplazado actualmente por moléculas sintéticas derivadas de su estructura. A bajas concentraciones la nicotina actúa como un estimulante para los mamíferos, siendo esta la causa de la dependencia de los fumadores.

Estructura química de la capsaicina.

- Capsaicina. La capsaicina (nomenclatura IUPAC 8-metil-N-vanillil-trans-6-nonenamida) es un alcaloide que no está estructuralmente relacionado con la nicotina o con los tropanos. Se lo encuentra en las especies del género Capsicum, los cuales incluyen a los populares chiles y habaneros y es el componente activo que determina el sabor picante de estas especias. El compuesto no es apreciablemente tóxico para los humanos. No obstante, estimula receptores específicos del dolor en la mayoría de los mamíferos, especialmente aquellos relacionados con la percepción del calor en la mucosa oral y otros tejidos epiteliales. En contacto con estas mucosas, la capsicina causa una sensación de ardor no muy diferente a la de una quemadura real por fuego.

## Distribución

Mapa de distribución de las Solanáceas en el mundo (áreas verdes).

A pesar de que las solanáceas se hallan en todos los continentes, la mayor riqueza de especies se halla en América Central y América del Sur. Otros dos centros de diversidad incluyen Australia y África. Las solanáceas pueden ocupar una gran variedad de ecosistemas, desde los desiertos hasta los bosques tropicales y, frecuentemente se las halla también en la vegetación secundaria que coloniza áreas perturbadas.

## Taxonomía
A continuación se provee una sinopsis taxonómica completa de las solanáceas, incluyendo subfamilias, tribus y géneros, la cual está basada en los estudios más recientes sobre la sistemática molecular de la familia.

### Cestroideae (sin.:Browallioideae)

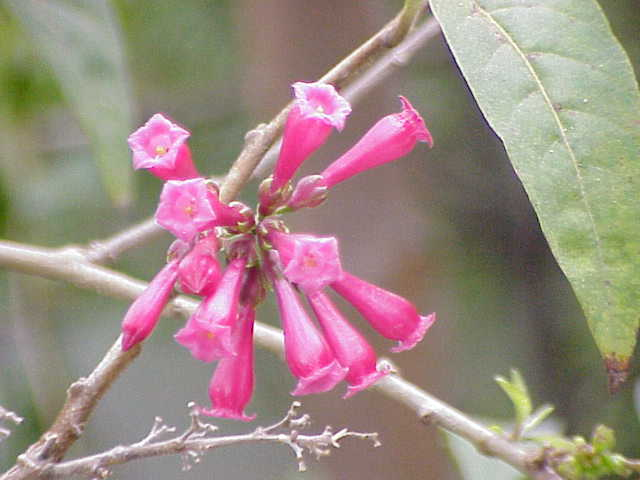
Cestrum elegans, una cestróidea utilizada como ornamento.

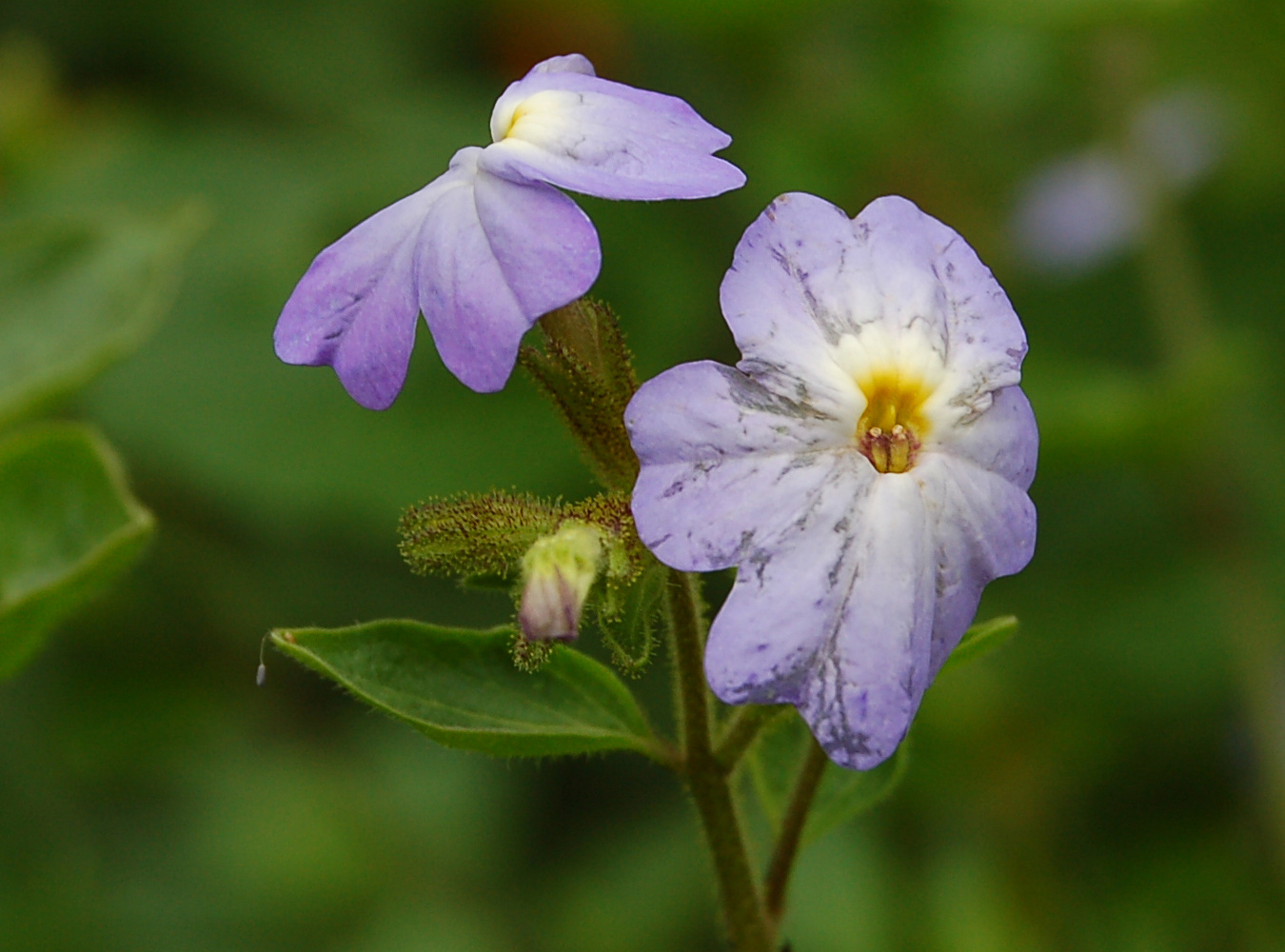
Browallia americana.

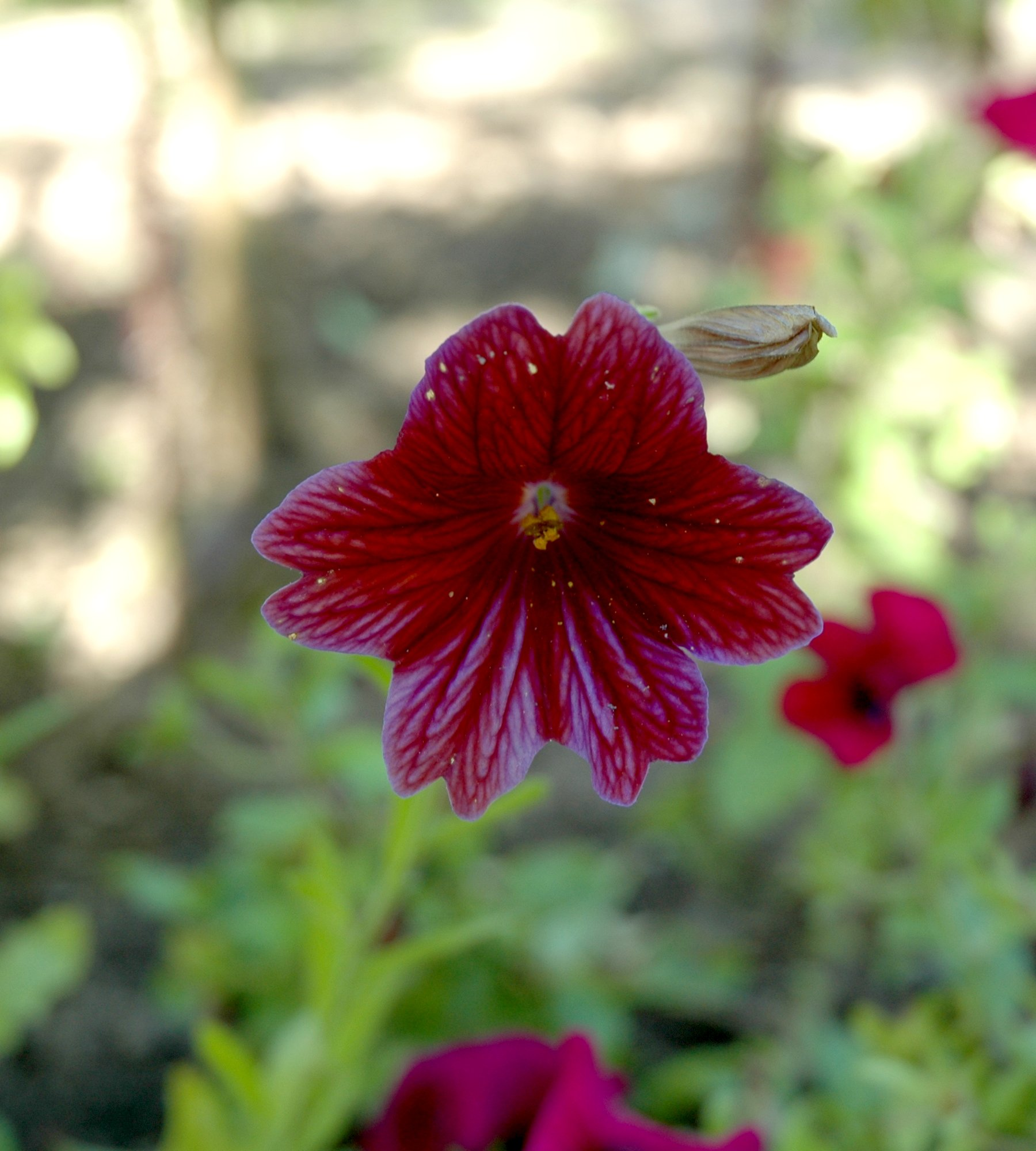
Flor de Salpiglossis sinuata, Jardín Botánico de Jena, Alemania.

Es una subfamilia caracterizada por la presencia de fibras pericíclicas, androceo con 4 o 5 estambres, frecuentemente didínamos. Los números cromosómicos básicos son muy variables, desde x=7 hasta x=13. La subfamilia comprende 8 géneros (divididos en 3 tribus) y aproximadamente 195 especies distribuidas en América. El género Cestrum es el más importante con respecto al número de especies ya que incluye 175 de las 195 especies de la subfamilia. La tribu Cestreae tiene la particularidad de incluir taxones con cromosomas largos (de 7,21 a 11,51 µm de longitud), cuando el resto de la familia, en general, posee cromosomas cortos (como por ejemplo 1,5 a 3,52 µm de longitud en Nicotianoideae).
- Tribu Browallieae Hunz. (1995)
  - Browallia L. (1754), género con 6 especies distribuidas en los neotrópicos hasta Arizona en Estados Unidos.
  - Streptosolen Miers (1850), género monotípico nativo de Los Andes.
- Tribu Cestreae Don (1838). Comprende 3 géneros de plantas leñosas, generalmente arbustivas.
  - Cestrum L. (1753). Comprende unas 175 especies distribuidas en los neotrópicos.
  - Sessea Ruiz & Pav. (1794). Género con 16 especies de Los Andes.
  - Vestia Willd. (1809), género monotípico de Chile.
- Tribu Salpiglossideae (Benth.) Hunz. Esta tribu incluye 2 géneros y 6 especies endémicas de Argentina y Chile.
  - Reyesia Gay (1840), comprende 4 especies, distribuidas en Argentina y Chile.
  - Salpiglossis Ruiz & Pav. (1794), con dos especies originarias de Sudamérica austral.

### Goetzeoideae
Subfamilia caracterizada por presentar fruto en drupa y semillas con embriones curvos con cotiledones grandes y carnosos. El número cromosómico básico es x=13. Incluye 4 géneros y 5 especies que se distribuyen por las Antillas Mayores. Basados en datos moleculares, algunos autores incluyen dentro de esta subfamilia a los géneros monotípicos Tsoala Bosser & D'Arcy (1992), endémico de Madagascar, y Metternichia del sudeste de Brasil. Goetzeaceae Airy Shaw se considera un sinónimo de esta subfamilia.
- Coeloneurum Radlk. (1890), género monotípico endémico de La Española.
- Espadaea Rchb. (1850), con una sola especie de Cuba.
- Goetzea Wydler (1830), incluye dos especies de las Antillas.
- Henoonia Griseb. (1866), género con una sola especie oriunda de Cuba.

### Petunioideae

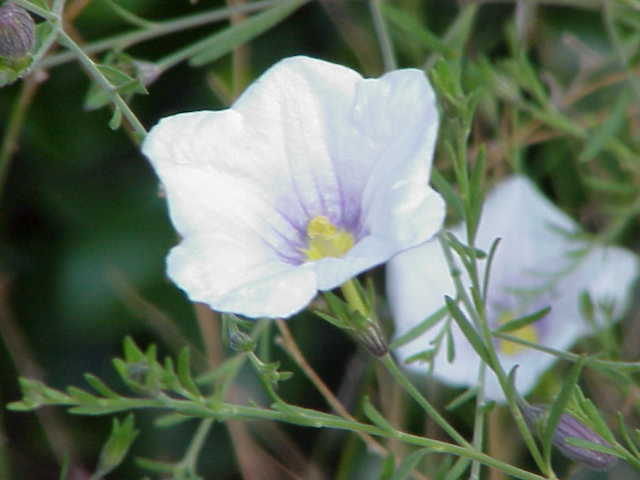
Nierembergia frutescens, una petunóidea.

La sistemática molecular indica que Petunioideae es el clado hermano de las subfamilias con número cromosómico x=12 (Solanoideae y Nicotianoideae). Presentan calisteginas, un alcaloide del tipo de los tropanos. El androceo está formado por 4 estambres (raramente 5), usualmente de dos longitudes diferentes. Los números cromosómicos básicos en esta subfamilia pueden ser x=7, 8, 9 y 11. Comprende 13 géneros y unas 160 especies, distribuidas por América Central y América del Sur. Basados en datos moleculares, algunos autores consideran que los géneros oriundos de la Patagonia Benthamiella, Combera y Pantacantha forman un clado con categoría de tribu (Benthamielleae) que se debe disponer en la subfamilia Goetzeoideae. 
- Benthamiella Speg. (1883), incluye 12 especies nativas de la Patagonia
- Bouchetia Dunal (1852) con 3 especies neotropicales
- Brunfelsia L. (1753), género con alrededor de 45 especies que se distribuyen en los neotrópicos
- Combera Sandw. (1936), género con dos especies patagónicas
- Fabiana Ruiz & Pav. (1794), género que incluye 15 especies nativas de Los Andes
- Hunzikeria D'Arcy (1976), comprende 3 especies del sudoeste de Estados Unidos y México
- Latua  Phil. (1858), con una sola especie del sur de Chile
- Leptoglossis Benth. (1845), género con 7 especies del oeste de Sudamérica.
- Nierembergia Ruiz & Pav. (1794), abarca 21 especies sudamericanas.
- Pantacantha Speg. (1902), género monoespecífico de la Patagonia.
- Calibrachoa Cerv. ex La Llave & Lex., con 32 especies neotropicales. Se ha considerado, sobre los datos morfológicos, que este género debería incluirse dentro de Petunia. No obstante la evidencia molecular y citogenética indica que ambos deben mantenerse separados. De hecho, Calibrachoa tiene número básico de cromosomas x=9, mientras que Petunia tiene x=7.[14][15]
- Petunia  (Juss.) Wijsman (1803), con 18 especies sudamericanas.
- Plowmania Hunz. & Subils (1986), género monotípico de México y Guatemala.

### Schizanthoideae

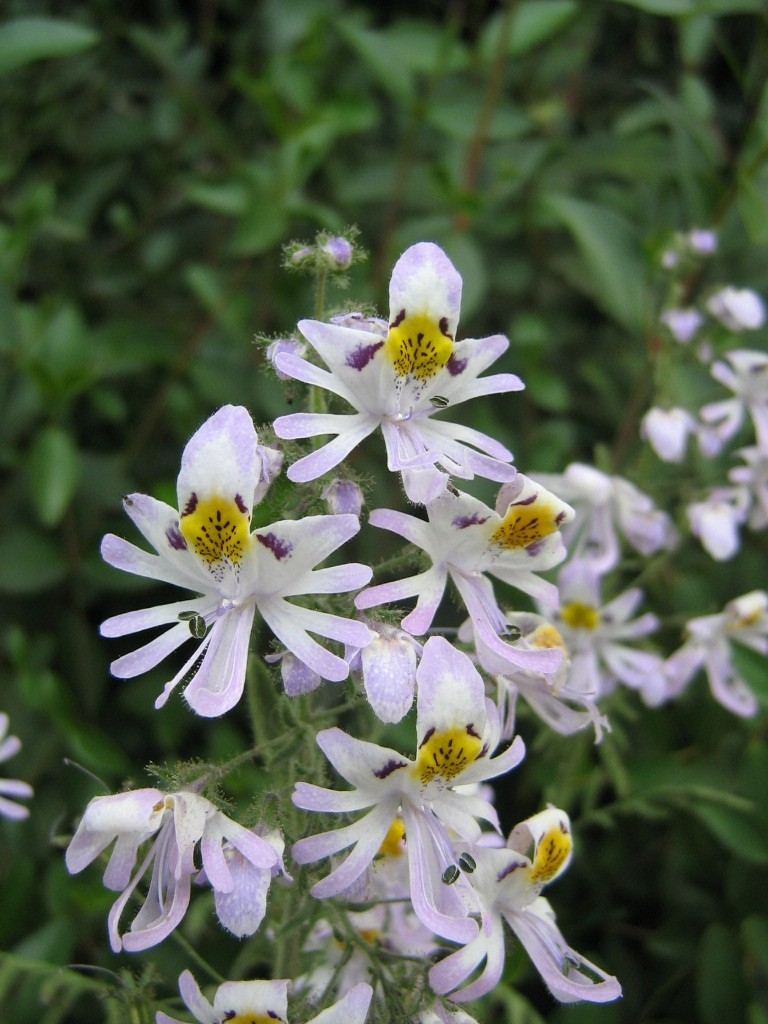
Flores zigomorfas, con corola bilabiada de Schizanthus pinnatus, una esquizantóidea ornamental.

Comprende hierbas anuales o bianuales, con alcaloides tropanos, sin fibras pericíclicas, con pelos y granos de polen característicos. Las flores son zigomorfas. El androceo presenta 2 estambres y 3 estaminoideos, la dehiscencia de las anteras es explosiva. El embrión es curvo. El número cromosómico básico es x=10. Schizanthus es un género bastante atípico dentro de las solanáceas, por sus flores fuertemente zigomorfas y por su número cromosómico básico. Los datos morfológicos y moleculares indican que Schizanthus es un género hermano de las restantes solanáceas y que divergió tempranamente del resto de la familia, probablemente en el Cretáceo tardío o en el Terciario temprano, hace unos 50 millones de años. La gran diversificación en los tipos de flores en Schizanthus ha sido el producto de la adaptación de las especies de este género a los diferentes grupos de polinizadores existentes en los ecosistemas mediterráneo, alpino de altura y desértico de Chile y áreas adyacentes de Argentina.
- Schizanthus Ruiz et Pav. (1794), comprende 12 especies originarias de Chile.

### Schwenckioideae
Incluye hierbas anuales, con fibras pericíclicas, las flores son zigomorfas, el androceo con 4 estambres, didínamos o con 3 estaminoideos, el embrión es recto y corto. El número cromosómico básico es x=12. Incluye 4 géneros y unas 30 especies distribuidas en Sudamérica. 
- Heteranthia Nees & Mart. (1823) , una sola especie de Brasil
- Melananthus Walp. (1850), incluye 5 especies de Brasil, Cuba y Guatemala
- Protoschwenckia Soler (1898), género monotípico de Bolivia y Brasil. Según algunos estudios de sistemática molecular, este género tiene una posición taxonómica incierta dentro de la subfamilia.
- Schwenckia L. (1764), abarca 22 especies distribuidas en regiones neotropicales de América.

### Nicotianoideae

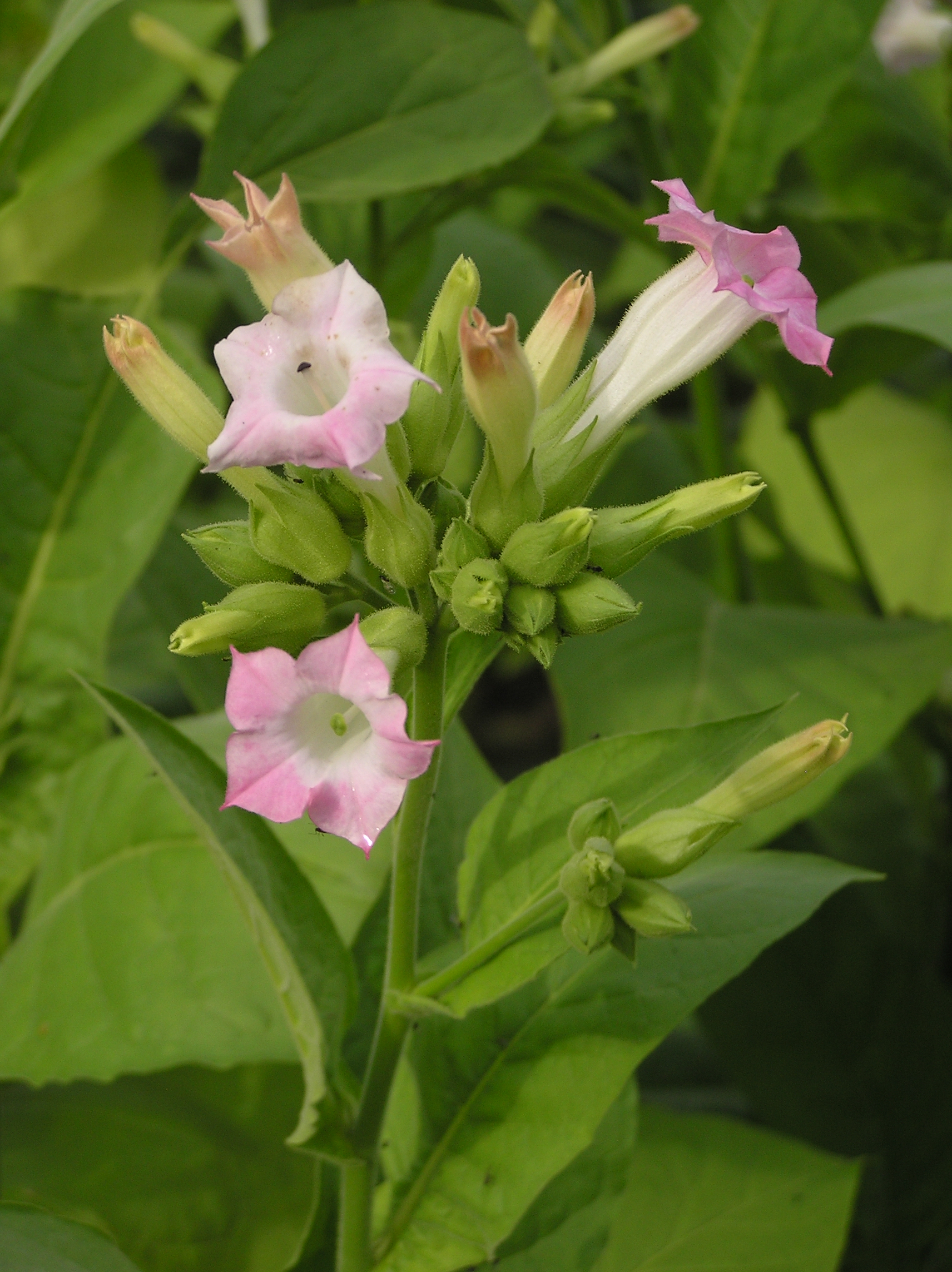
Inflorescencia del tabaco, Nicotiana tabacum.

- Tribu Anthocercideae G.Don (1838). Esta tribu es endémica de Australia y comprende 31 especies distribuidas en 7 géneros. La sistemática molecular de la tribu indica que la misma es hermana de Nicotiana, que los géneros Anthocercis, Anthotroche, Grammosolen, y Symonanthus son monofiléticos, mientras que Cyphanthera y Duboisia no lo son (Crenidium es monotípico). Se infirió además que algunos caracteres son derivados dentro de la tribu, tales como los estambres uniloculares, con opérculos semicirculares, flores ebracteoladas, y frutos en bayas.[17]
  - Anthocercis Labill. (1806), 10 especies, Australia
  - Anthotroche Endl. (1839), 4 especies, Australia
  - Crenidium Haegi (1981), género monotípico, Australia
  - Cyphanthera Miers (1853), 9 especies, Australia
  - Duboisia R.Br. (1810), 4 especies, Australia
  - Gramnosolen Haegi (1981), 2 especies, Australia
  - Symonanthus Haegi (1981), 2 especies, Australia

- Tribu Nicotianeae Dum. (1827) 
  - Nicotiana L. (1754), género ampliamente distribuido, con 52 especies americanas, 23 australianas y una africana.

### Solanoideae

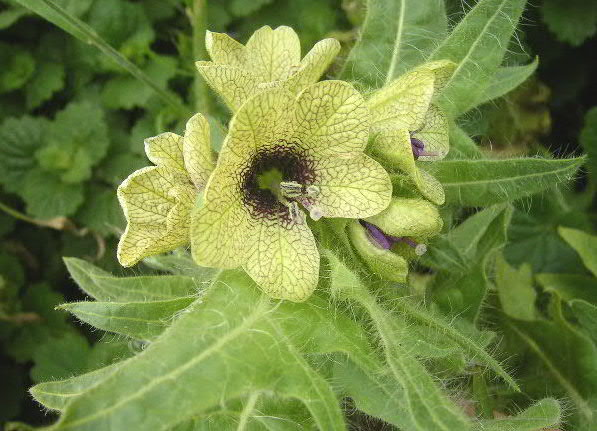
Flor de beleño (Hyoscyamus niger).

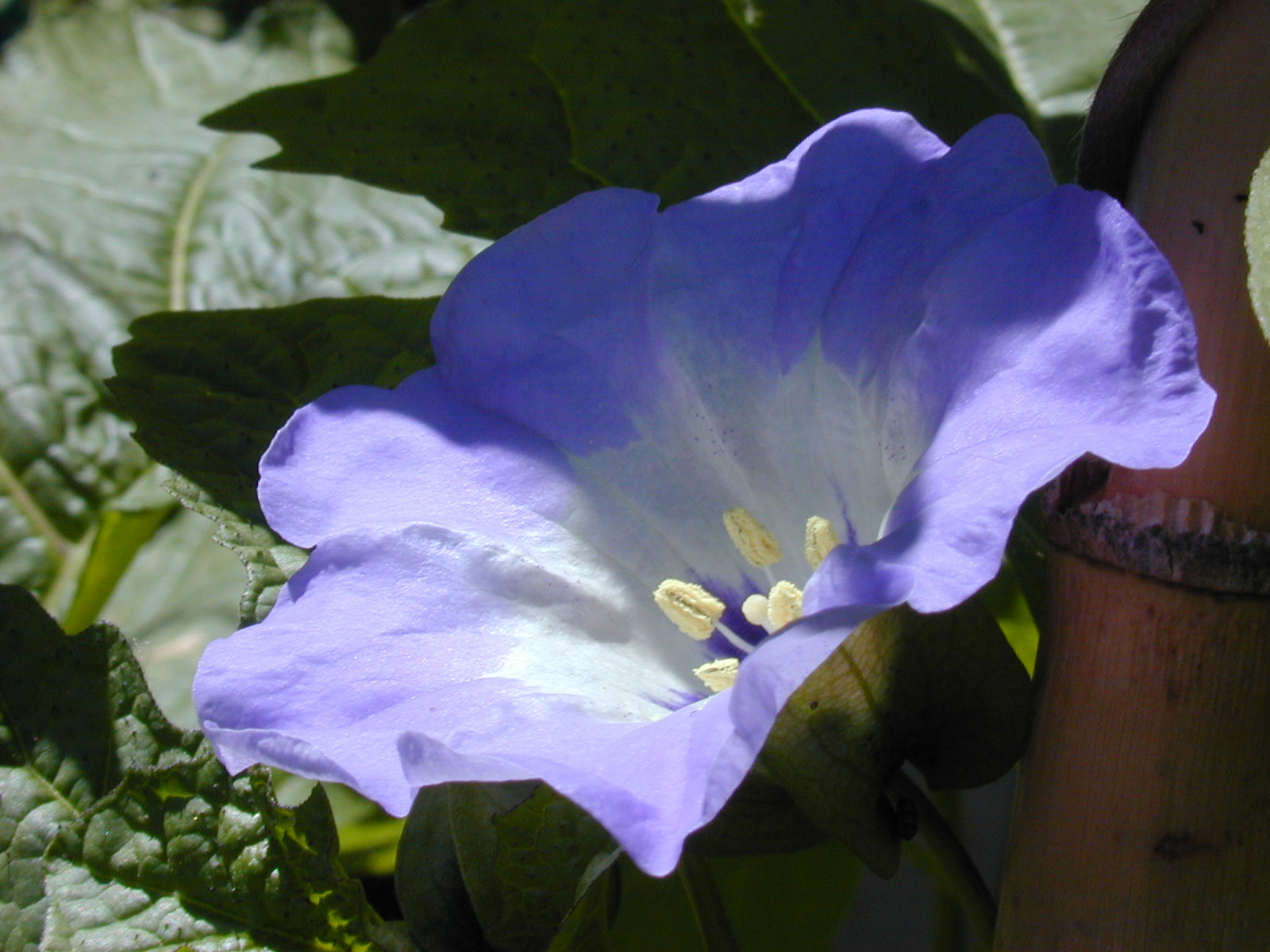
Flor de Nicandra physaloides.

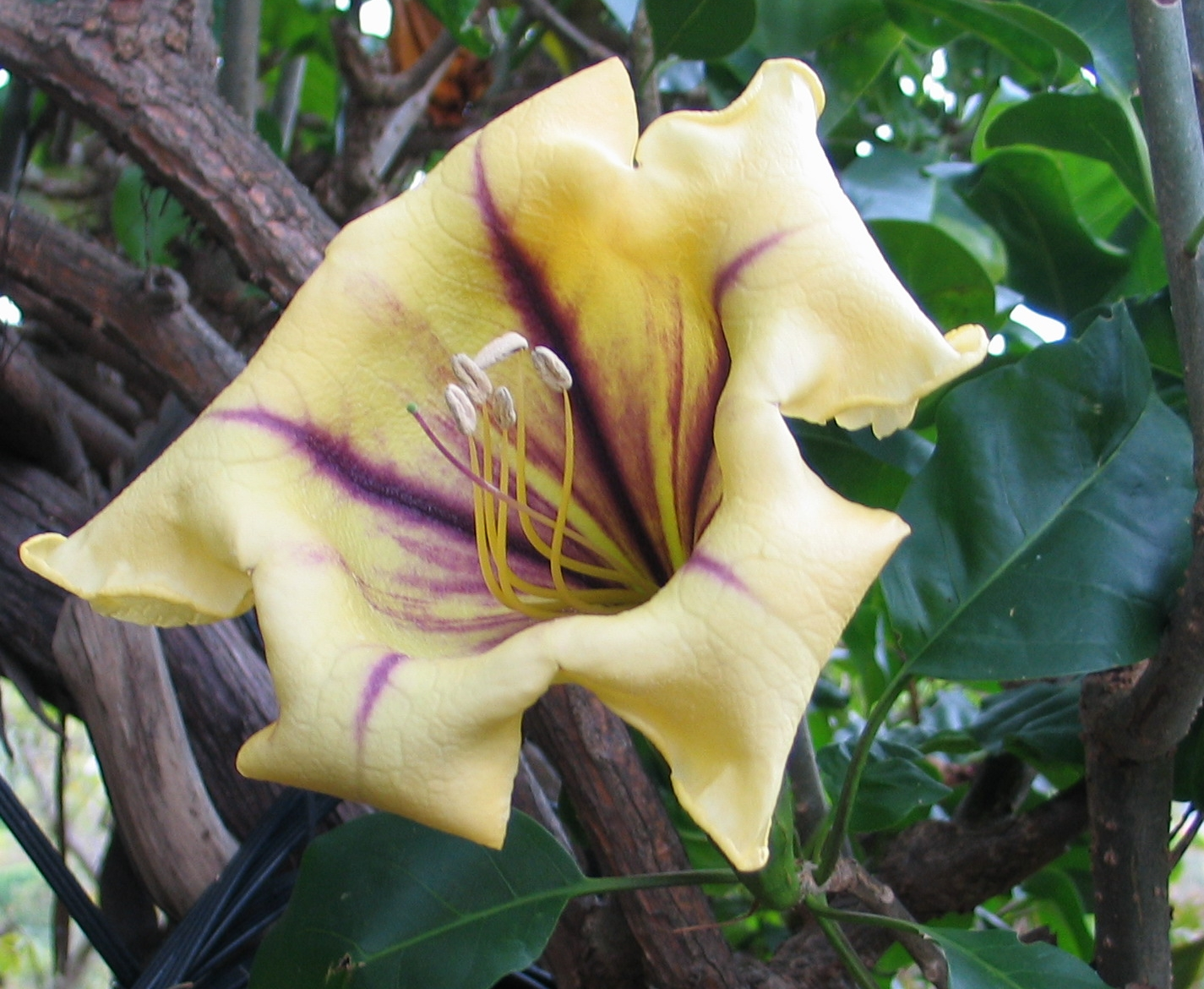
Flor de Solandra maxima.

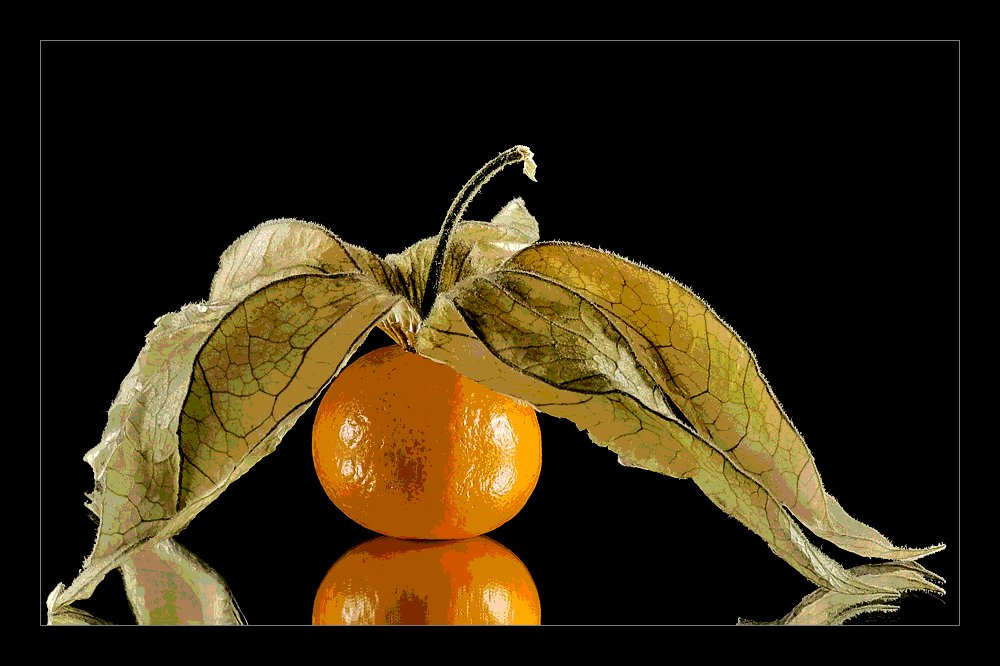
Fruto de Physalis peruviana (tomatillo), nótese el cáliz persistente que rodea al fruto.

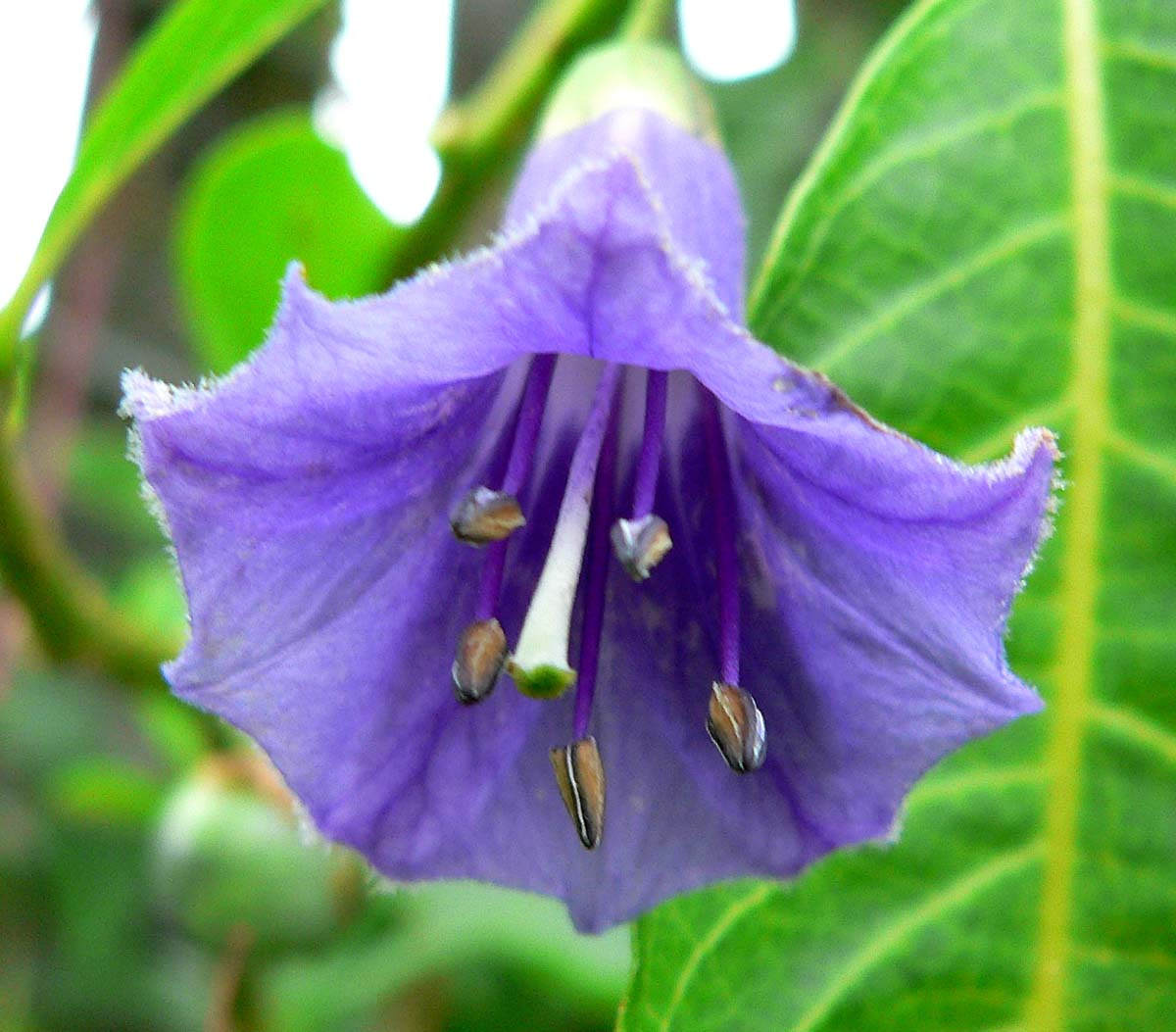
Flor de Iochroma australe.

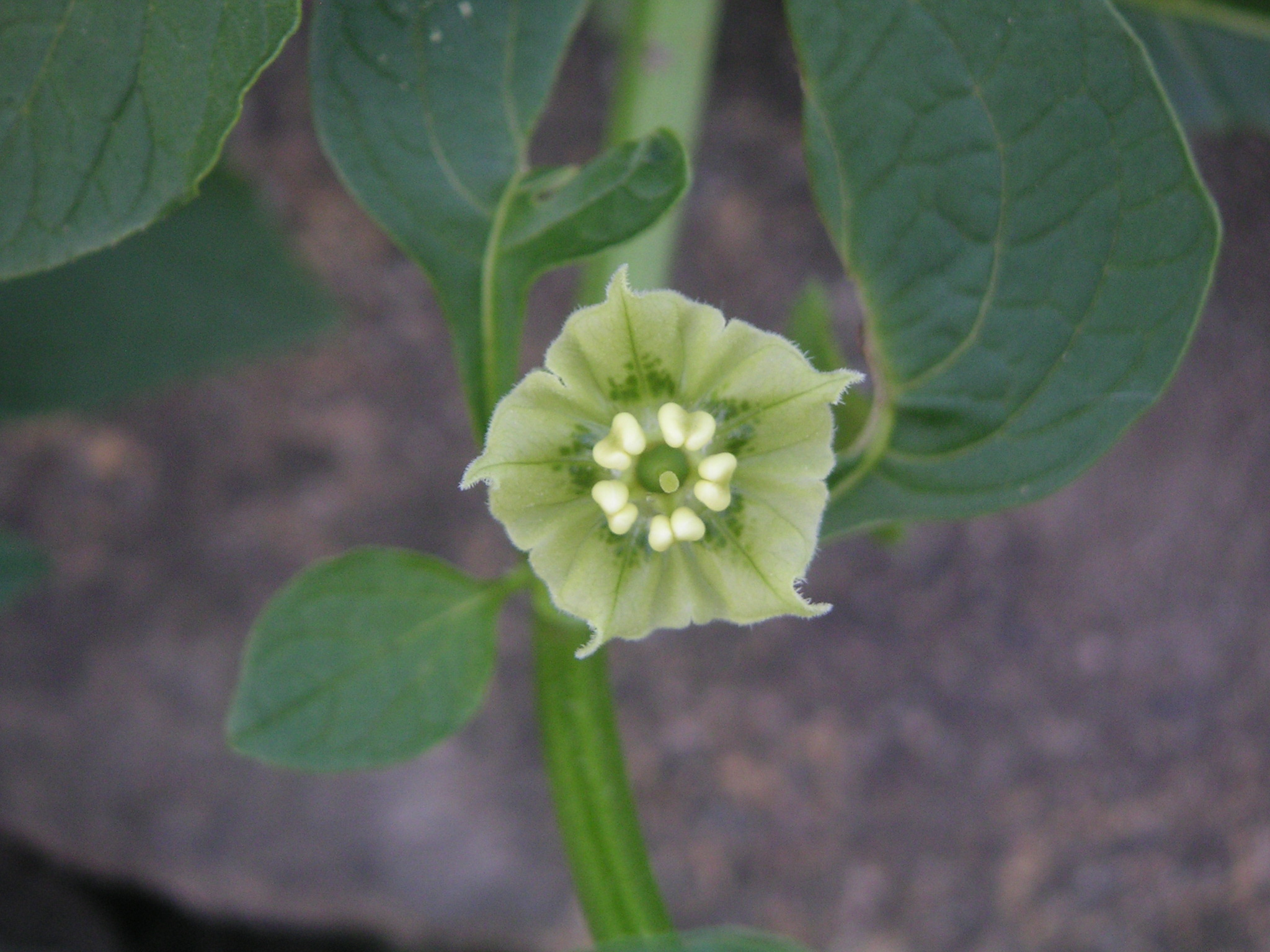
Flor de Jaltomata procumbens.

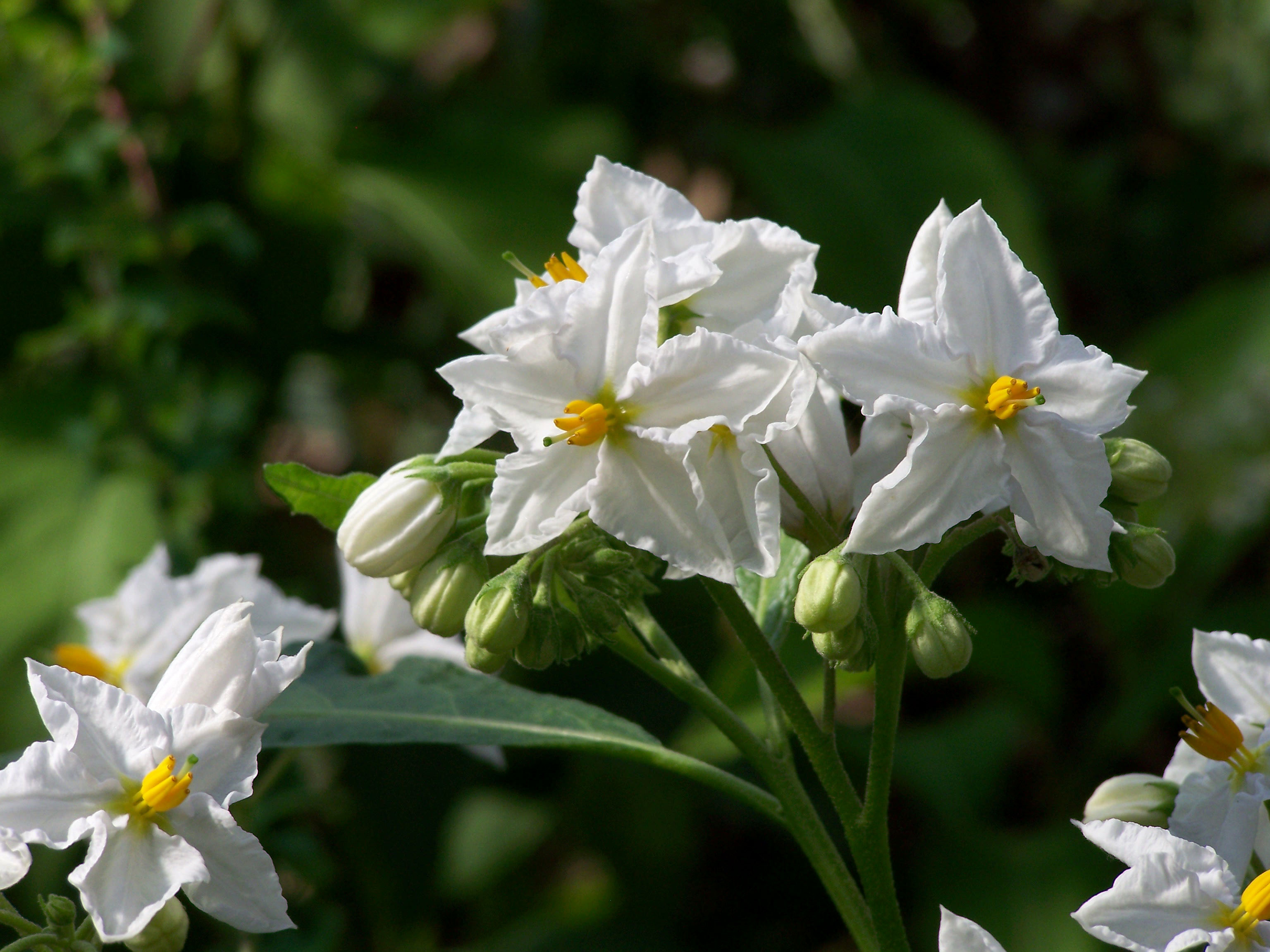
Flor de Solanum bonariense.

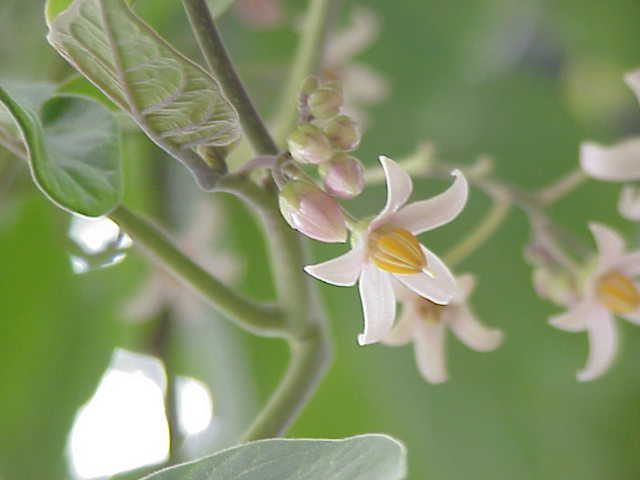
Flor de Solanum betaceum (=Cyphomandra betacea).

- Tribu Capsiceae Dumort (1827) 

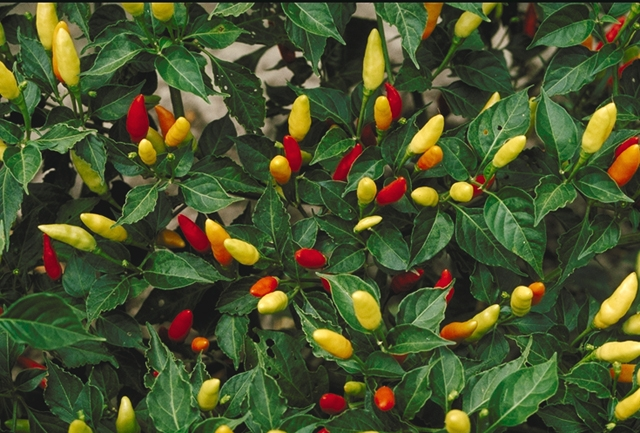
Capsicum frutescens cultivar "tabasco", una solanóidea.

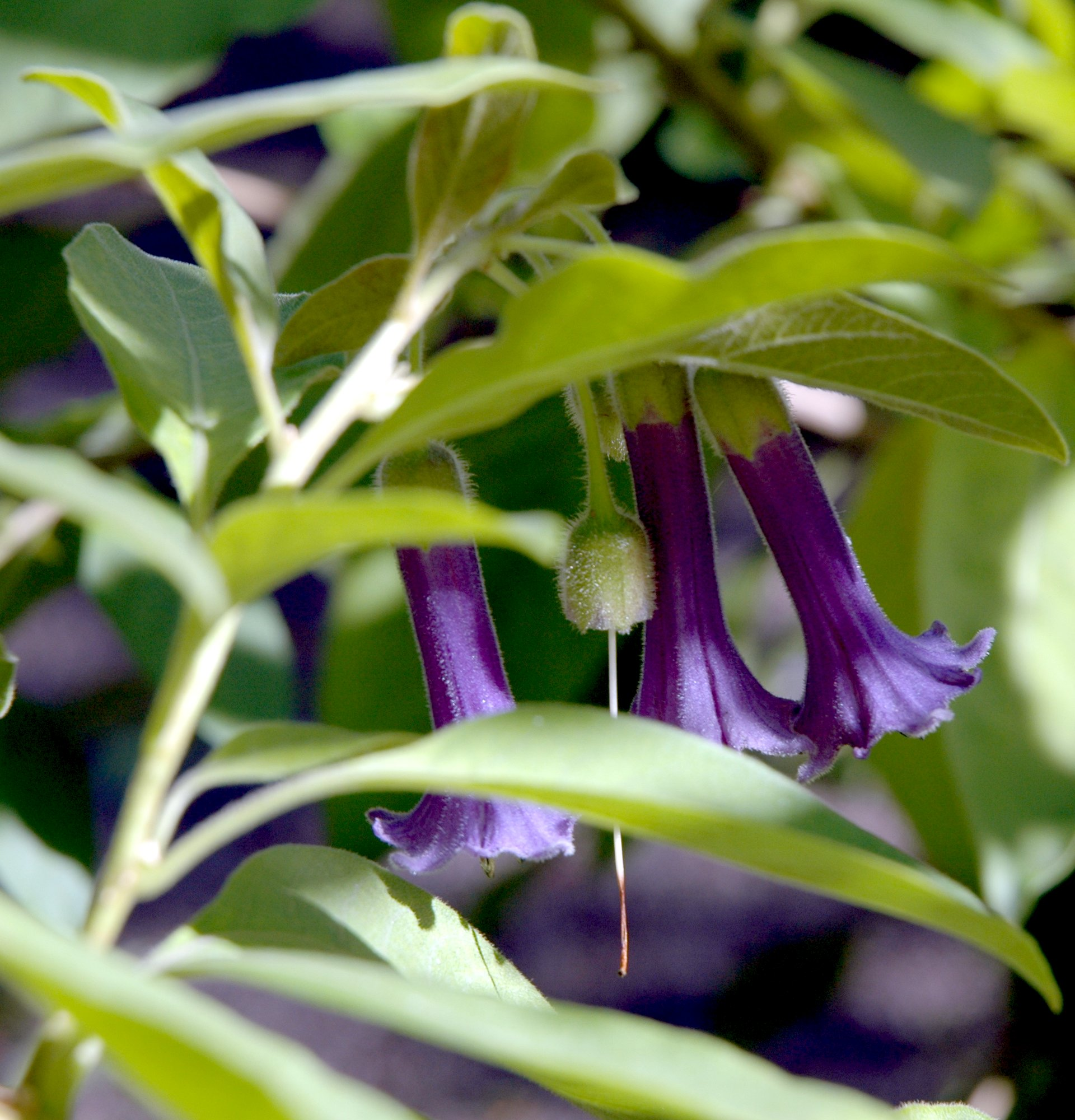
Flor de Acnistus arborescens.

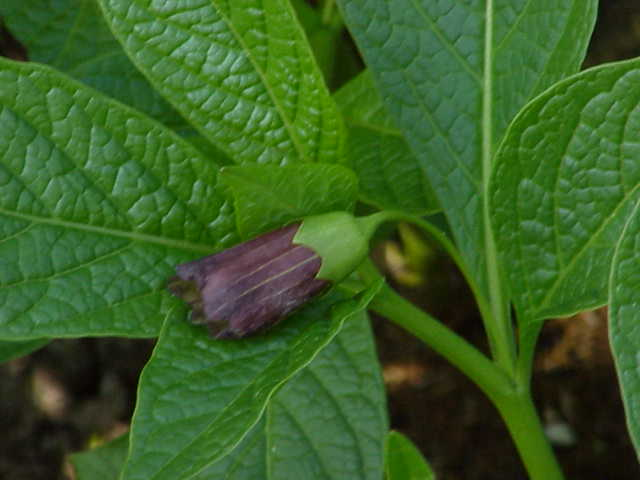
Flor de Scopolia carniolica.

  - Capsicum L. (1753), género que incluye unas 31 especies neotropicales.
  - Lycianthes (Dunal) Hassler (1917), con unas 200 especies distribuidas en América y Asia.
- Tribu Datureae G. Don (1838) es una tribu que presenta dos géneros perfectamente diferenciados tanto a nivel morfológico como molecular. Brugmansia incluye especies arbóreas, mientras que Datura comprende hierbas o arbustos. Este último género, a su vez se halla dividido en 3 secciones: Stramonium, Dutra y Ceratocaulis.[18]
  - Brugmansia Persoon (1805), género que incluye 6 especies de Los Andes. (incl.: Methysticodendron Schult. (1955))
  - Datura L. (1753), con 11 especies neotropicales.

- Tribu Hyoscyameae Endl. (1839) 
  - Anisodus Link (1825), con 4 especies de China, India y los Himalayas.
  - Atropa L. (1753), incluye 3 especies euroasiáticas.
  - Atropanthe Pascher (1909), género monotípico de China.
  - Hyoscyamus L. (1753), abarca alrededor de 20 especies distribuidas desde el Mediterráneo hasta China.
  - Physochlaina G. Don (1838), incluye 11 especies euroasiáticas.
  -  Przewalskia Maxim. (1881) con una sola especie de China.
  - Scopolia Jacq. (1764), género con distribución disyunta, con una especie europea y otra de Japón.

- Tribu Jaboroseae Miers (1849) 
  - Jaborosa Juss. (1789), género que incluye 23 especies sudamericanas.
- Tribu Solandreae Miers (1849) 
  - Subtribu Juanulloinae: comprende 10 géneros de árboles y arbustos epifíticos con distribución neotropical.[19] Algunos de estos géneros (Dyssochroma, Merinthopodium y Trianaea) muestran una clara dependencia de varias especies de murciélagos tanto para la polinización como para la dispersión de las semillas.[20]
    - Dyssochroma Miers (1849), con 2 especies del sur de Brasil.
    - Ectozoma Miers (1849)
    - Hawkesiophyton Hunz. (1977)
    - Juanulloa Ruiz et Pav. (1794), con 11 especies de América del Sur y Central.
    - Markea Rich.(1792) género que abarca 9 especies de América del Sur y América Central.
    -  Merinthopodium J. Donn. Sm. (1897) incluye 3 especies oriundas de Sudamérica.
    -  Rahowardiana D' Arcy (1973)
    - Schultesianthus Hunz. (1977), género que incluye 8 especies neotropicales.
    - Trianaea Planch. et Linden (1853) con 6 especies sudamericanas.

  - Subtribu Solandrinae, es una subtribu monotípica que difiere de Juanulloinae en sus embriones con cotiledones incumbentes y su ovario semi-ínfero.[19]
  - Solandra Sw. (1787), incluye 10 especies de regiones neotropicales de América.
- Tribu Lycieae Hunz. (1977). Comprende 3 géneros de plantas leñosas que crecen en climas áridos o semiáridos. El género cosmopolita Lycium es el más antiguo de la tribu y el que presenta la mayor variabilidad morfológica.[21] Los estudios de sistemática molecular sugieren que tanto Grabowskia como Phrodus deberían incluirse dentro de Lycium[22] y que este género junto con Nolana y Sclerophylax formarían un clado (Lyciina), el cual carece por el momento de categoría taxonómica.[13] El fruto baya, de color rojo, carnoso, dispersado por pájaros, es el tipo de fruto dominante en Lycium. Los diferentes tipos de frutos en este género han evolucionado desde el tipo de baya antes mencionado hasta una drupa con un reducido número de semillas.[23]
  - Grabowskia Schltdl. (1832), 3 especies sudamericanas.
  -  Lycium L. (1753), cosmopolita, incluye 83 especies.
  - Phrodus Miers (1849), endémico del norte de Chile, incluye 2 especies.
- Tribu Mandragoreae (Wettst.) Hunz. & Barboza (1995). Esta tribu monotípica no tiene una posición sistemática definida según sugieren los estudios de sistemática molecular.[13]
  - Mandragora L. (1753), dos especies de Eurasia
- Tribu Nicandreae Wettst. (1891), es una tribu con dos géneros sudamericanos. Los estudios de sistemática molecular indican que ambos géneros no están relacionados entre sí y tampoco con otros géneros de la familia, por lo que su posición taxonómica es incierta.[13]
  - Exodeconus Raf. (1838), con 6 especies del oeste de Sudamérica.
  -  Nicandra Adans (1763), género con usa sola especies distribuida en regiones neotropicales.
- Tribu Nolaneae Rchb. (1837) 
  - Nolana L. (1762) Son hierbas o pequeños arbustos en su mayoría de hojas suculentas, tienen flores muy vistosas, que van desde el blanco hasta varios tonos de azul, y su fruto es de tipo esquizocarpo, el cual da origen a varias nueces. Comprende 89 especies distribuidas en el oeste de Sudamérica.
- Tribu Physaleae Miers (1849), es una gran tribu hermana de Capsiceae. 
  - Subtribu Iochrominae (Miers) Hunz. es un clado dentro de la tribu Physaleae que comprende 37 especies, principalmente distribuidas en los Andes, asignadas a 6 géneros. Los miembros de esta subtribu se caracterizan por ser arbustos leñosos o pequeños árboles con atractivas flores tubulares o rotadas. Presentan, además , una gran diversidad floral cubriendo, de hecho, la totalidad de la variación existente en la familia. Sus flores pueden ser rojas, anaranjadas, amarillas, verdes, azules, púrpuras o blancas. La forma de la corola puede ser tubular a rotada, con una variación de hasta 8 veces en la longitud del tubo a través de las distintas especies.[24]
    - Acnistus Schott (1829), con una especie distribuida en los neotrópicos.
    - Dunalia Kunth. (1818), que incluye 5 especies de los Andes.
    -  Iochroma Benth. (1845), género con 24 especies de los Andes.
    - Saracha Ruiz et Pav. (1794), que incluye 2 especies de los Andes.
    - Vassobia Rusby (1927), con dos especies sudamericanas.
    -  Eriolarynx Hunz.(2000), género que presenta 3 especies de Argentina y Bolivia.

- - Subtribu Physalinae (Miers) Hunz. (2000). Es una subtribu monofilética que comprende 10 géneros e incluye hierbas o arbustos leñosos con flores solitarias, axilares, amarillas, blancas o púrpuras que son polinizadas por abejas. Una vez que la polinización ocurre, la corola cae y el cáliz se expande hasta cubrir por entero a la baya que está desarrollando (el cáliz se dice acrescente). En muchas especies el cáliz se torna amarillo o anaranjado a la madurez. Las bayas, con muchas semillas, son de color verdoso a amarillo-anaranjado, frecuentemente con reflejos rojos o púrpuras.[25]
    - Brachistus Miers (1849), con 3 especies de México y América Central.
    -  Chamaesaracha (A.Gray) Benth. et Hook. (1896), comprende 10 especies de México y América Central.
    -  Leucophysalis Rydberg (1896), incluye 3 especies del Sudoeste de los Estados Unidos y de México.
    -  Margaranthus Schlecht. (1830), con una especie mexicana.
    -  Oryctes S. Watson (1871), género monotípico del sudoeste de Estados Unidos.
    - Quincula Raf. (1832) con una sola especie del sudoeste de Estados Unidos y de México.
    - Physalis L. (1753), el género más grande de la subtribu, con 85 especies distribuidas en las regiones tropicales de América y una especie de China.
    - Witheringia L' Heritier (1788), género con 15 especies de regiones neotropicales.
    -  Tzeltalia, género segregado de Physalis, con dos especies distribuidas en México y Guatemala.
    -  Darcyanthus, género con una sola especie oriunda de Bolivia y Perú.

  - Subtribu Salpichroinae, es una subtribu de Physaleae que incluye 16 especies americanas distribuidas en dos géneros: 
    - Nectouxia Kunth. (1818), género mootípico y endémico de México.
    - Salpichroa Miers (1845), género con 15 especies de los Andes y otras regiones de Améria del Sur.

  - Subtribu Withaninae, es una subtribu de Physaleae con una amplia distribución, incluye 9 géneros:
    - Archiphysalis Kuang (1966), con 3 especies de China y Japón.
    -  Athenaea Sendtn. (1846), que incluye 7 especies de Brasil.
    - Aureliana Sendt. (1846), con 5 especies de Sudamérica.
    - Melissia Hook. f. (1867), género monotípico de Santa Elena.
    - Physalisastrum Makino (1914), con 9 especies asiáticas.
    - Tubocapsicum (Wettst.) Makino (1908), con una sola especie endémica de China.
    -  Withania Pauq.(1825), con 10 especies nativas de las Islas Canarias, África y Nepal.
    -  Cuatresia Hunz. (1977), con 11 especies neotropicales. Los estudios moleculares indican que este género, conjuntamente con Deprea y Larnax tiene una posición taxonómica incierta.[13]
    -  Deprea Raf. (1838), con 6 especies neotropicales.
    -  Larnax Miers (1849), muchos taxónomos lo consideran un sinónimo de Deprea, abarca 22 especies nativas de los Andes.

- Tribu Solaneae (1852). Los géneros Cyphomandra Sendtn. (1845), Discopodium Hochst. (1844), Normania Lowe (1872), Triguera Cav. (1786) Lycopersicum Mill han sido transferidos dentro de Solanum. La subtribu, entonces, está compuesta por dos géneros:[13]
  -     - Jaltomata Schltdl. (1838), que incluye 50 especies neotropicales.
    - Solanum L. (1753), el género más grande de la familia y uno de los más amplios de las angiospermas, con 1328 especies distribuidas en todo el mundo.
- Géneros con posición taxonómica dudosa (Incertae sedis)

Los siguientes géneros todavía no se hallan ubicados en ninguna de las subfamilias reconocidas de solanáceas.
- Duckeodendron Kuhlmannb (1925), género monoespecífico del Amazonas.
- Parabouchetia Baillon (1888)
- Pauia Deb. & Dutta (1965)

### Géneros y distribución de especies

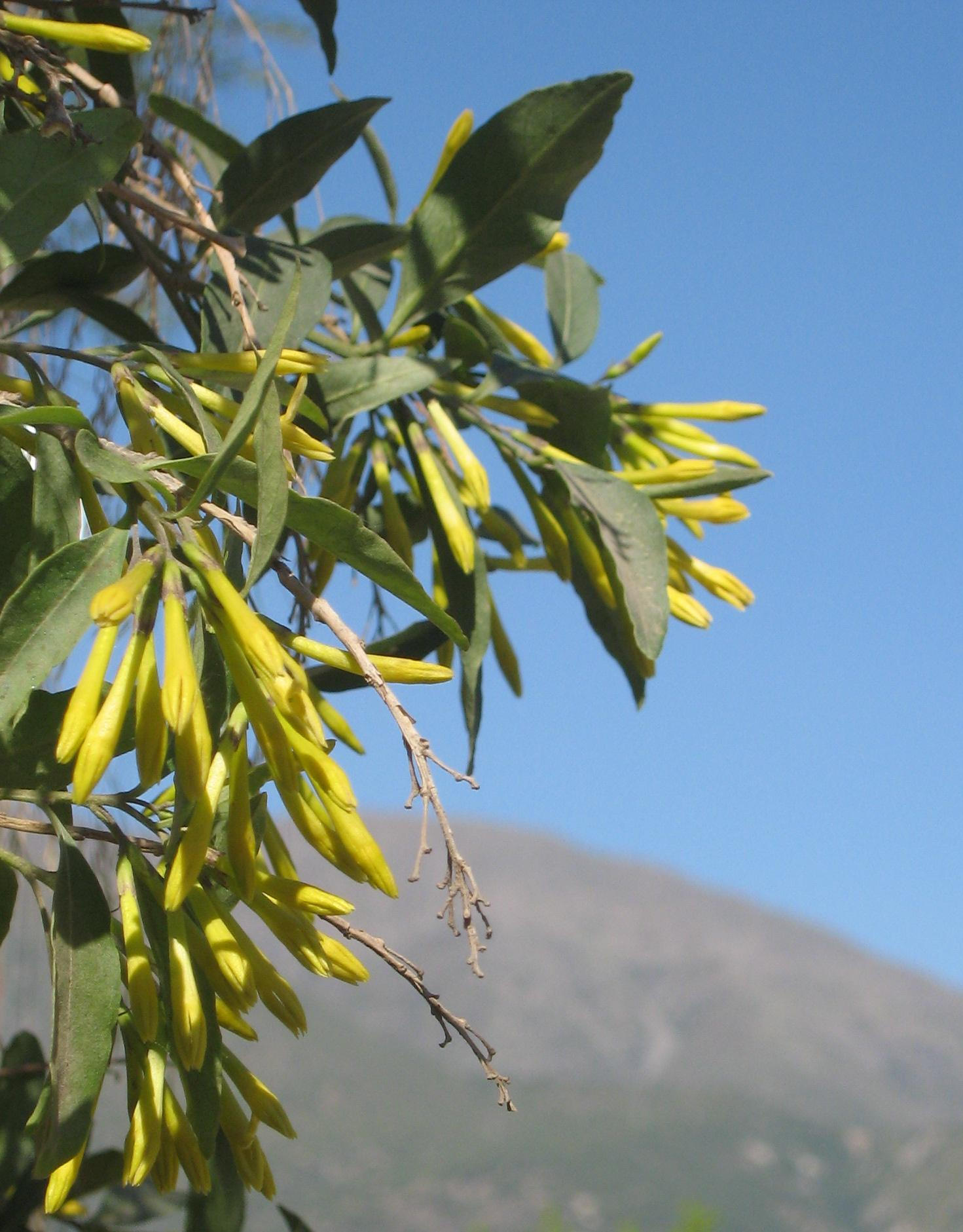
Flores y follaje de Cestrum parqui.

Las solanáceas comprenden 98 géneros y unas 2700 especies. No obstante, esa inmensa riqueza de especies no está uniformemente distribuida entre todos los géneros. Así, los 8 géneros más importantes de la familia concentran más del 60 % de las especies, como se muestra en la tabla de abajo. De hecho, únicamente Solanum —el género que tipifica a la familia— incluye casi el 50 % de la totalidad de especies de solanáceas. 
| Género                                    | Número aproximado de especies |
| ----------------------------------------- | ----------------------------- |
| Solanum                                   | 1330                          |
| Lycianthes                                | 200                           |
| Cestrum                                   | 150                           |
| Nolana                                    | 89                            |
| Physalis                                  | 85                            |
| Lycium                                    | 85                            |
| Nicotiana                                 | 76                            |
| Brunfelsia                                | 45                            |
| Número estimado de especies en la familia | 2700                          |

## Importancia económica

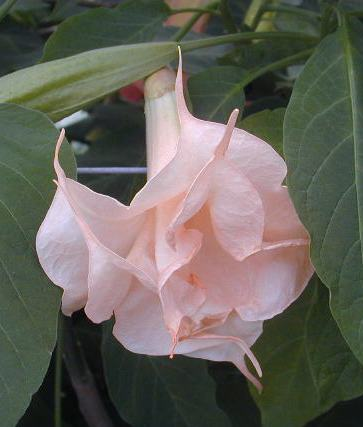
Flor rosa de Brugmansia.

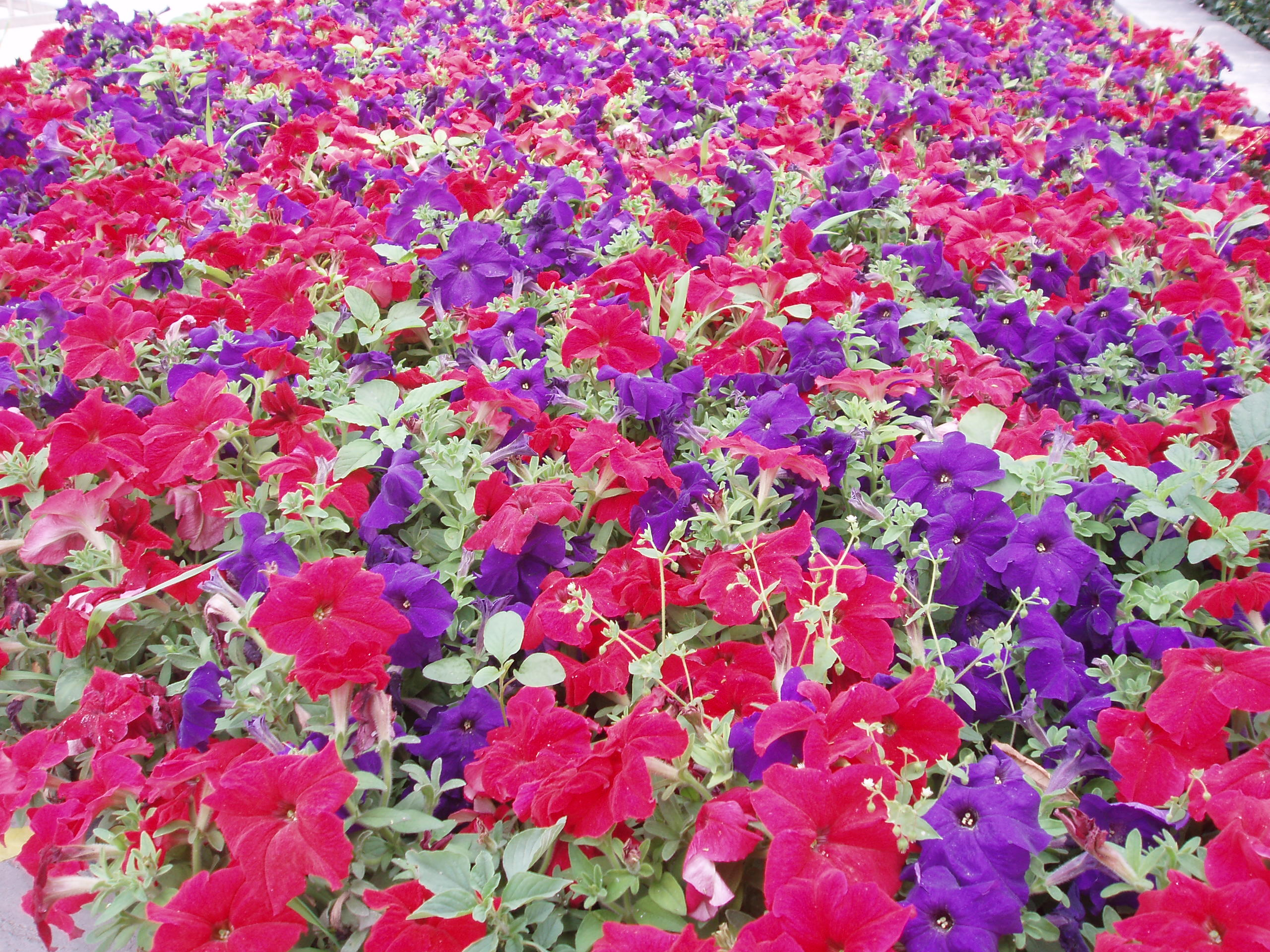
Petunia hybrida, una herbácea anual muy popular en todos los jardines.

Entre las solanáceas se cuentan especies alimenticias tan importantes para el ser humano como la patata o papa (Solanum tuberosum), el tomate o jitomate (Solanum lycopersicum), el chile, ají o pimiento (Capsicum annuum) o la berenjena (Solanum melongena). Nicotiana tabacum, originaria de América, se cultiva en todo el mundo para producir tabaco.
Muchas solanáceas son malezas importantes en varias partes del mundo. Su importancia radica en que pueden ser hospedantes de plagas o enfermedades de los cultivos y, por ende, su presencia incrementa las pérdidas de rendimiento o calidad del producto cosechado debidas a tales factores. Ejemplo de esto son Acnistus arborescens y Browalia americana como hospedantes de tisanópteros que dañan luego al cultivo asociado, y ciertas especies de Datura como hospedantes de varios tipos de virus que se transmiten luego a las solanáceas cultivadas. Algunas especies de malezas, como por ejemplo Solanum mauritianum en Sudáfrica, representan problemas ecológicos y económicos tan graves que se están realizando estudios tendientes a realizar el control biológico de las mismas mediante el uso de insectos.
Varias especies arbóreas o arbustivas de solanáceas se cultivan como ornamentales. Algunos ejemplos son Brugmansia x candida ("trompeta del ángel"), cultivada por sus grandes flores péndulas con forma de trompeta, Brunfelsia latifolia, cuyas flores muy fragantes cambian de color desde el violeta al blanco en un período de 3 días. Otras especies arbustivas cultivadas por sus atractivas flores son Lycianthes rantonnetii (jazmín del Paraguay) de flores azul-violeta, Nicotiana glauca ("tabaco silvestre") de flores amarillas. Otras especies y géneros ornamentales de solanáceas son la petunia (Petunia × hybrida), Lycium, Solanum, Cestrum, Calibrachoa × hybrida y Solandra. Inclusive se ha obtenido un híbrido entre Petunia y Calibrachoa (el cual constituye un nuevo notogénero denominado × Petchoa G. Boker & J. Shaw) que se comercializa como ornamental. Muchas otras especies, en particular las que producen alcaloides, se utilizan en farmacología y medicina (Nicotiana, Hyoscyamus, y Datura).

### Solanáceas y genómica
Muchas especies de la familia, entre ellas el tabaco y el tomate, sirven como organismos modelo para tratar de dilucidar cuestiones biológicas básicas. Uno de tales aspectos, la genómica de las solanáceas, es un proyecto internacional que intenta responder a la interrogante de cómo puede un mismo conjunto común de genes o proteínas dar origen a organismos morfológica y ecológicamente tan diferenciados entre sí como son las Solanáceas. Un primer gran objetivo de este proyecto fue secuenciar el genoma del tomate. Para ello, cada uno de los 12 cromosomas del genoma haploide del tomate se asignó a distintos centros de secuenciación en diferentes países. Así, los cromosomas 1 y 10 le correspondieron a Estados Unidos, el 3 y el 11 a China, el 2 a Corea, el 4 al Reino Unido, el 5 a India, el 7 a Francia, el 8 a Japón, el 9 a España y el 12 a Italia. La secuenciación del genoma mitocondrial fue responsabilidad de Argentina y el genoma del cloroplasto lo secuenció la Unión Europea.